# Ratpenat cuallarg menut
El ratpenat cuallarg menut (Mops pumilus) és una espècie de ratpenat de la família dels molòssids de distribució africana, on viu al Senegal, Sud-àfrica, Bioko, Zanzíbar, Aldabra i Madagascar, i de la península Aràbiga. És una espècie en risc mínim, és a dir, no sembla que hi hagi cap amenaça significativa per a la seva supervivència.